# Yehudit Kafri

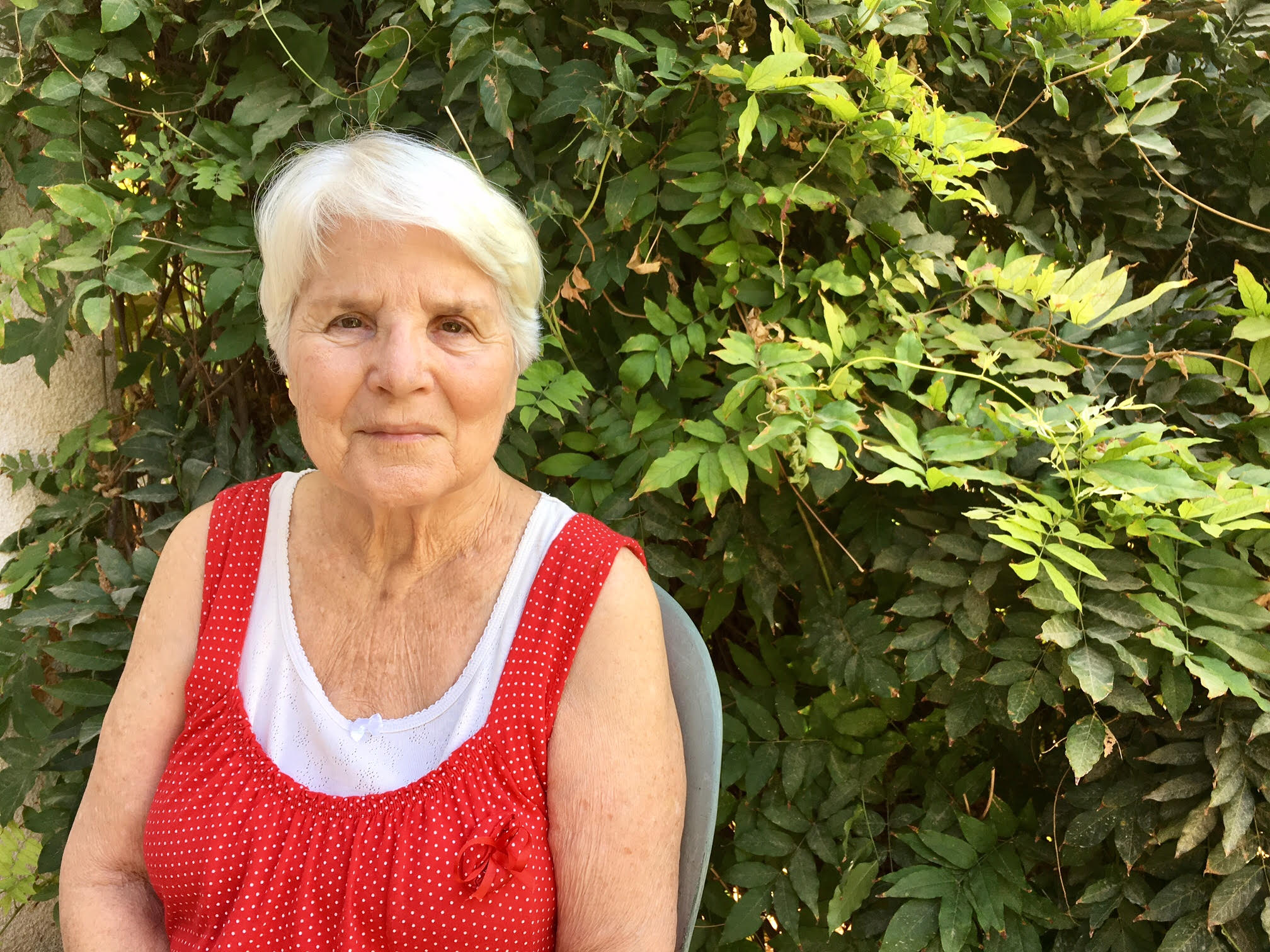
Yehudit Kafri

Yehudit Kafri Meʾiri (hebräisch יְהוּדִית כַּפְרִי מֵאִירִי Jəhūdīt Kafrī Meʾīrī; * 1935 in En HaChoresch/Galiläa) ist eine israelische Dichterin und Schriftstellerin.

## Leben
Kafri wuchs in dem Kibbuz ʿEn haChoresch als Kind polnisch-zionistischer Immigranten auf, die beide aus der Jugendbewegung HaSchomer haZaʿir stammten. Sie studierte an Universitäten in Israel und in den USA Literaturwissenschaften und arbeitete dann jahrelang als Lektorin und Übersetzerin im Verlag Sifrijjat Poʿalim (סִפְרִיַּת פּוֹעֲלִים). Nach ihrer Heirat zog sie in den Kibbuz Sassa, wo sie ihr erstes Buch schrieb.
Später zog sie in den Kibbuz Schoval und schrieb weitere Gedichtbände und ein Buch über ihre Kindheitserinnerungen, das in etlichen Auflagen erschien. Mittlerweile wohnt sie in Mazkeret Batya.
International bekannt wurde sie durch die Biographie über Sophia Poznanska (1906–1942), der ersten Liebe ihres Vaters Fischek Kempinsky noch in dessen Geburtsstadt Kalisch.
Bisher wurden nur einzelne ihrer Gedichte in andere Sprachen übersetzt, unter anderem ins Arabische, Englische, Französische, Spanische, Deutsche, Kroatische und Russische.
In einer Anzeige, die am 5. Oktober 2003 in der Tageszeitung „Haʾaretz“ erschien, unterstützte sie zusammen mit anderen Autoren das „moralische Recht der Luftwaffenpiloten, Angriffe auf die Zivilbevölkerung mit Raketen und Bomben zu verweigern, selbst wenn der Krieg gegen den Terrorismus der Preis ist.“

## Werke
- Zosha; Verlag Keter: Jerusalem 2003
- All Summer We Walked Barefoot; Shdemot-Tag: 1996
- Mula Agin; Kibbuz Shoval: 1969

## Auszeichnungen
Kafri hat zahlreiche Literaturpreise erhalten, darunter auch den Preis des israelischen Präsidenten.